# Graptodytes atlantis
Graptodytes atlantis är en skalbaggsart som först beskrevs av André Théry 1933.  Graptodytes atlantis ingår i släktet Graptodytes och familjen dykare. Inga underarter finns listade i Catalogue of Life.